# Ellen Mattson

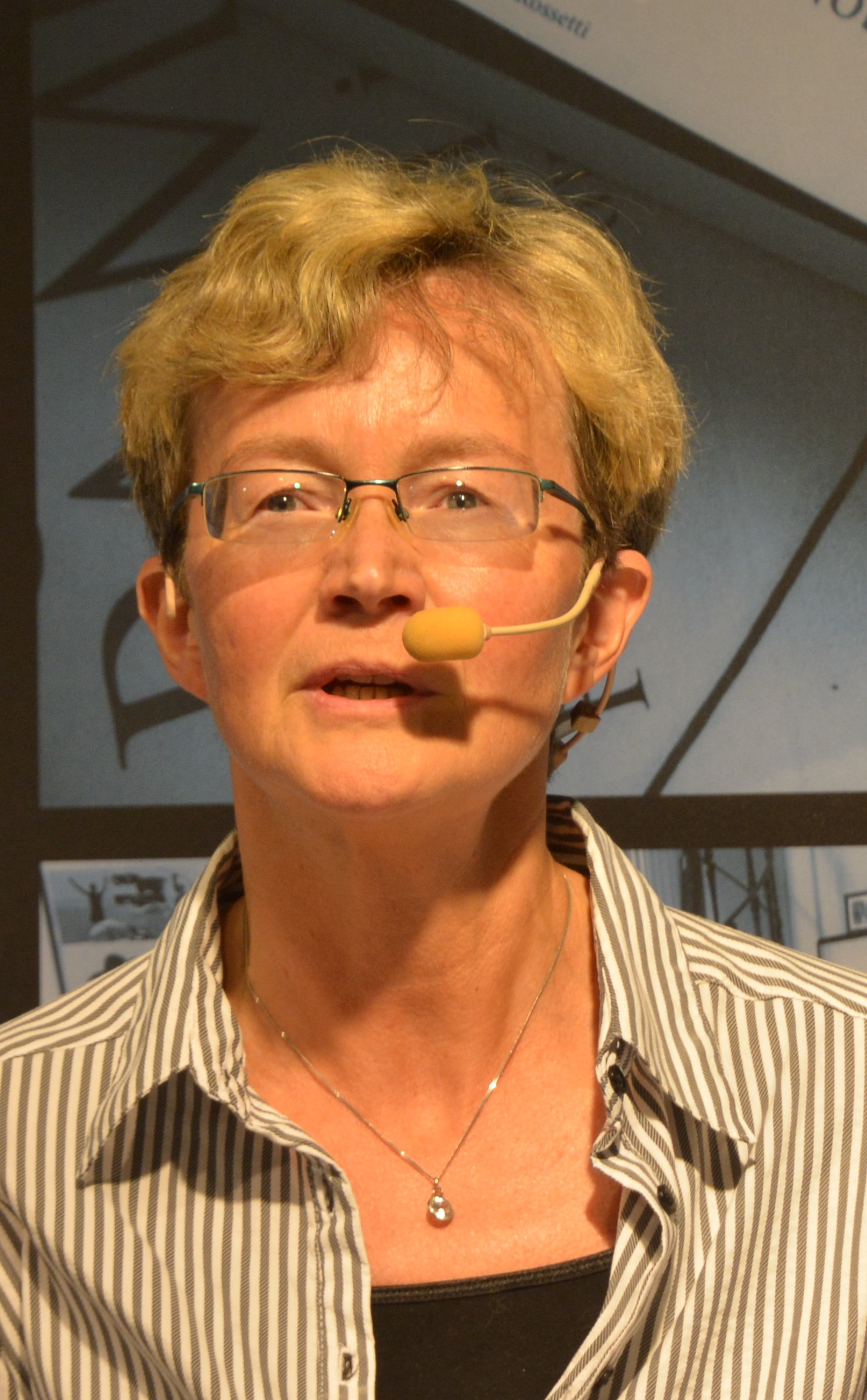
Ellen Mattson (2016)

Ellen Cecilia Mattson (* 22. September 1962 in Uddevalla, Schweden) ist eine schwedische Schriftstellerin und Literaturkritikerin. Sie ist seit 2019 Mitglied der Schwedischen Akademie.

## Leben
Ellen Mattson wurde 1962 in Uddevalla an der schwedischen Westküste als Tochter des Kinderbuchautors Olle Mattson geboren. Sie studierte Sprach- und Literaturwissenschaften und schrieb ihre Examensarbeit an der Hochschule Borås über Truman Capote. Daneben ließ sie sich zur Bibliothekarin ausbilden und studierte Klavier an der Vadstena Akademien. Mehrere Jahre arbeitete sie als Bibliotheksmitarbeiterin und schrieb daneben kleinere Erzählungen. 1992 erschien schließlich mit Nattvandring ihr erster Roman. Einer größeren Leserschaft bekannt wurde sie 1998 mit ihrem dritten Roman Resenärerna, für den sie den Literaturpreis des Svenska Dagbladet erhielt. 2011 wurde ihr der renommierte Selma-Lagerlöf-Preis verliehen. Neben Romanen hat sie auch ein Theaterstück und ein Hörspiel geschrieben.
Neben ihrer schriftstellerischen Arbeit verfasste Mattson Literaturkritiken für verschiedene schwedische Zeitungen, unter anderem Göteborgs-Tidningen, Bohusläningen, Svenska Dagbladet and Göteborgs-Posten.
2019 wurde sie als Nachfolgerin von Jayne Svenungsson auf den Stuhl Nr. 9 der Schwedischen Akademie berufen. Sie ist auch Mitglied des Nobelkomitees, das die Kandidaten für den Literaturnobelpreis nominiert.
Mattson lebt in Ljungskile.

## Werk
Mattsons Romane sind oft in ihrer Heimat Bohuslän situiert. Ihr Hauptthema sind nach ihrer eigenen Aussage zwischenmenschliche Beziehungen: 
„In meinem Schreiben geht es mir eigentlich nur um menschliche Beziehungen, darum, wie sich Menschen in Gruppen verhalten, welche Rollen ihnen in der Gruppe zugewiesen werden, wie sich ihre Persönlichkeit entwickelt und welche Möglichkeiten sie haben, sie zu verändern. Ich bevorzuge eine kleine Besetzung von Figuren, am liebsten in einem geschlossenen Raum, und interessiere mich daher auch sehr für das Drama.“
Oft greift sie auf historische Stoffe zurück: Der Roman Vinterträdet (Der Winterbaum, 2012) erzählt das Leben von Greta Garbo in den Vereinigten Staaten aus Sicht ihrer Sekretärin; der Roman Snö (Schnee, 2001) beschreibt die Zeit nach der Niederlage Schwedens im Großen Nordischen Krieg und dem Tod von König Karl XII.; im Roman Tornet och fåglarna (Der Turm und die Vögel, 2017) geht es um den Kommandanten Henrich Danckwardt und den Verlust der Festung Marstrand an die Dänen im Jahr 1719. 
In ihrem wohl bekanntesten Werk Glädjestranden (Das Freudenufer, 2008) beschreibt sie das Leben von drei verwandtschaftlich verbundenen Menschen auf einem Bauernhof zu Beginn des 19. Jahrhunderts. Der Roman basiert auf Mattsons eigener Familiengeschichte.
Im Roman Poetens liv (Das blaue Bild, 1999) geht es um einen Schriftsteller, der die Biographie einer früh verstorbenen Dichterkollegin schreibt. Parallel dazu wird die Geschichte einer an Thomas Mann erinnernden Schriftstellerfigur erzählt, die in den 1930er-Jahren lebt.
Ihr bislang letzter Roman Den svarta månens år (Das Jahr des schwarzen Mondes, 2021) erzählt vom Gedächtnisverlust und der Existenzkrise eines wegen Fehlverhaltens suspendierten Literaturdozenten. Er besteche „durch die Parallelisierung von Gedächtnisverlust und sprunghafter Erzähltechnik“.

## Auszeichnungen
- 1993: Albert-Bonniers-Stipendium für jüngere und neue Schriftsteller
- 1998: Literaturpreis des Svenska Dagbladet
- 2003: Literaturpreis von Göteborgs-Posten
- 2004: Stipendium aus dem Lena-Vendelfelt-Gedächtnisfonds
- 2009: Winterpreis der Akademie Samfundet De Nio
- 2009: Dobloug-Preis
- 2011: Selma-Lagerlöf-Preis
- 2018: Gerard-Bonnier-Preis der Schwedischen Akademie

## Veröffentlichungen
Romane
- Nattvandring. Roman. Bonnier, Stockholm 1992, ISBN 9100554308.
- Vägen härifrån. Roman. Bonnier, Stockholm 1995, ISBN 9789100560140.
- Resenärerna. Roman. Bonnier, Stockholm 1998, ISBN 9100566616.
- Poetens liv. Roman. Bonnier, Stockholm 1999.
  - Deutsch: Das blaue Bild. Roman. Übers. von Paul Berf. Klett-Cotta, Stuttgart 2001, ISBN 3608932127.
- Snö. Roman. Bonnier, Stockholm 2001, ISBN 9100576654.
  - Englisch: Snow. Übers. von Sarah Death. Cape, London 2005, ISBN 0224072668.
- Splendorville. Roman. Bonnier, Stockholm 2004, ISBN 9100104426.
- Arves hus. Roman. Bonnier, Stockholm 2005.
- Glädjestranden. Roman. Bonnier, Stockholm 2008, ISBN 9789100112998.
  - Das Freudenufer. Roman. Übers. von Paul Berf. btb, München 2012, ISBN 9783442752492.
- Vinterträdet. Roman. Bonnier, Stockholm 2012, ISBN 9789100129774.
- Sommarleken. Roman. Bonnier, Stockholm 2016, ISBN 9789100153083.
- Tornet och fåglarna. Roman. Bonnier, Stockholm 2017, ISBN 9789100171438.
- Den svarta månens år. Roman. Bonnier, Stockholm 2021, ISBN 9789100185466.

Theaterstück
- Rosen på Tistelön (nach dem Roman von Emilie Flygare-Carlén), 1996

Hörspiel
- Tidigt på morgonen, 1999